# Волович, Владимир Фёдорович
Владимир Фёдорович Волович (1935—2009) — советский и российский учёный, доктор юридических наук, профессор.
Автор около 200 научных работ, в том числе 5 монографий и 2 учебных пособий.

## Биография
Родился 25 декабря 1935 в селе Шевченково Ольшанского района Киевской области в семье Федора Яковлевича Воловича (1907—1944) и его жены Валентины Степановны Жежерун (1913—2001).
В школе вступил в комсомол и в 1951—1952 годах был членом пленума Ольшанского районного комитета ВЛКСМ. Окончив в 1954 году школу, поступил на юридический факультет Казанского государственного университета. В 1955—1957 годах — член профкома университета, в 1957—1958 годах — председатель студенческого научного общества юридического факультета Казанского университета. Окончил вуз в 1959 году.
В 1959—1961 годах работал следователем, затем старшим следователем Бауманского РОВД МВД Татарской АССР. В 1961—1964 годах обучался в аспирантуре Казанского университета. Одновременно работал заместителем секретаря партбюро Казанского университета (1961—1962) и был общественным лектором Казанского университета правовых знаний (1962—1963). После окончания аспирантуры переехал в Томск, где работал старшим преподавателем кафедры теории и истории государства и права Томского государственного университета. Защитив в 1965 году кандидатскую диссертацию на тему «Организационно-правовые вопросы управления сельским хозяйством в современный период», с сентября 1966 года работал в должности доцента ТГУ.
С октября 1974 года — старший научный сотрудник кафедры государственного и административного права и докторант Томского университета. В 1977 году защитил докторскую диссертацию на тему «Административно-правовые проблемы руководства и управления сельским хозяйством в СССР». С 1978 года заведующий кафедрой и профессор кафедры трудового, колхозного и земельного права и правовой охраны природы ТГУ. В 1977—1995 годах декан юридического факультета Томского университета. В 1995—2000 годах — директор юридического института Томского государственного университета. Под руководством В. Ф. Воловича защищены 18 кандидатских диссертаций.
Член КПСС с 1958 года. Избирался членом партийного бюро ТГУ и был членом Кировского райкома народного контроля. Был награждён почетной грамотой Министерства внутренних дел СССР (1988).
Умер 18 июля 2009 года в Ялте.
Был женат на Галине Викторовне Сидоркиной (род. 1939), выпускнице Казанского государственного университета (1961). Их дочь Наталия (род. 1960) окончила с отличием Томский медицинский институт, сын Николай (род. 1961) окончил с отличием Томский государственный университет.

## Заслуги
- Был награждён медалями «За трудовое отличие» (1981), «За заслуги перед Томским государственным университетом» (1998) и «В благодарность за вклад в развитие Томского государственного университета» (2003), а также памятной медалью им. А. Ф. Кони (1998).
- Заслуженный деятель науки РФ (1996), Почетный работник прокуратуры РФ (1997), Почетный работник высшего профессионального образования РФ (1998).
- Удостоен знака отличия «За заслуги перед Томской областью»[4] (2005, pа выдающиеся заслуги по подготовке высококвалифицированных специалистов в области правоведения, высокие научные достижения в сфере государственного строительства и теории управления, обеспечения законности и правопорядка, многолетнюю плодотворную работу и в связи с 70-летием со дня рождения).